# Bahnwärterhaus (Maulbeerallee Darmstadt)
Das Bahnwärterhaus am östlichen Ende der Maulbeerallee in Darmstadt ist aus geschichtlichen und technischen Gründen ein Kulturdenkmal.

## Entstehung
1873/74 baute die Hessische Ludwigsbahn eine Verbindungsstrecke zwischen dem westlichen und dem östlichen Ast der Rhein-Main-Bahn im Norden Darmstadts, um das Rangieren von Güterzügen im damaligen Ludwigsbahnhof, einem Kopfbahnhof am heutigen Steubenplatz, zu vermeiden. Diese Verbindungsbahn zweigte im Westen an der Überwachungsstation Hammelstrift von der Hauptstrecke ab und endete im Osten am neu errichten Rangierbahnhof Kranichstein. Nach dem Bau des neuen Darmstädter Hauptbahnhofs wurde die Verbindungsbahn Teil einer Bahnstrecke vom Abzweig Stockschneise (zwischen Darmstadt und Weiterstadt) nach Kranichstein, die parallel zur Strecke vom Hauptbahnhof führt.
An der Verbindungsbahn errichtete die Bahngesellschaft zur Absicherung von Bahnübergängen vier Bahnwärterhäuser. Von diesen ist nur noch das Haus am Ende der Maulbeerallee vorhanden. Es sicherte als Posten 4 den Bahnübergang der Hammelstrift ab, die damals von der Täubcheshöhle ausgehend an der Gemarkungsgrenze von Darmstadt zu Arheilgen entlang bis in den heutigen Stadtteil Kranichstein führte. Die Maulbeerallee folgt im Wesentlichen der Trasse der älteren Hammelstrift.
Ein weiteres dieser vier Bahnwärterhäuser befand sich als Posten 2 an der Nordostecke der bis etwa 1910 ebenerdigen Kreuzung der Verbindungsbahn mit der Straße von Darmstadt nach Arheilgen (Frankfurter Straße). Der genaue Standort der beiden anderen Bahnwärterhäuser ist nicht bekannt.

## Beschreibung
Das Gebäude wurde aus Sandstein gemauert und besitzt ein biberschwanzgedecktes Satteldach. Zu diesem Bahnwärterhaus gehörte ein Stall, welcher der Eigenversorgung des Bahnwärters und seiner Familie mit Kleinvieh wie Ziegen, Geflügel und Hasen diente.